# Пахомово (Московская область)
Пахомово — деревня в городском округе Шаховская Московской области.

## Население
| 1859 | 1926 | 2002 | 2006 | 2010 |
| ---- | ---- | ---- | ---- | ---- |
| 184  | ↘127 | ↘5   | ↘1   | ↘0   |

## География
Деревня расположена в южной части округа, у границы с Можайским районом, примерно в 29 км к югу от райцентра Шаховская, на левом берегу реки Иночи, высота центра над уровнем моря 225 м. Ближайшие населённые пункты — Косово на востоке и Наричино Можайского района на противоположном берегу реки.
В деревне одна улица — Центральная.

## Исторические сведения
В 1769 году Пахомова — деревня Хованского стана Волоколамского уезда Московской губернии в составе большого владения коллежского советника Владимира Федоровича Шереметева. В деревне 18 дворов и 63 души.
В середине XIX века деревня Пахомово относилась к 1-му стану Волоколамского уезда Московской губернии и принадлежало поручику Ивану Васильевичу Сатину. В деревне было 23 двора, крестьян 90 душ мужского пола и 99 душ женского.
В «Списке населённых мест» 1862 года — владельческая деревня 1-го стана Волоколамского уезда Московской губернии по правую сторону Московского тракта, шедшего от границы Зубцовского уезда на город Волоколамск, в 51 версте от уездного города, при речке Иночи, с 29 дворами и 184 жителями (85 мужчин, 99 женщин).
По данным на 1890 год входила в состав Серединской волости, число душ мужского пола составляло 90 человек.
В 1913 году — 39 дворов.
По материалам Всесоюзной переписи населения 1926 года — центр Пахомского сельсовета, проживало 127 человек (53 мужчины, 74 женщины), насчитывалось 32 крестьянских хозяйства.
С 1929 года — населённый пункт в составе Шаховского района Московской области.
1994—2006 гг. — деревня Дорского сельского округа Шаховского района.
2006—2015 гг. — деревня сельского поселения Серединское Шаховского района.
2015 г. — н. в. — деревня городского округа Шаховская Московской области.